# Álvaro Obertos de Valeto
Álvaro Obertos de Valeto Vargas y Trujillo y Martínez de Trujillo (Jerez de la Frontera 1427 - Jerez de la Frontera 12 de marzo de 1482) fue un noble caballero, jurado de Jerez y piadoso fundador que cedió los terrenos para la construcción del monasterio de la Cartuja de Jerez, cuya primera piedra fue colocada el 17 de diciembre de 1478; trabajó en sus obras como un operario más y en ella está su tumba.

## Biografía
De familia genovesa de los Fiescos, que participaron en la toma de Sevilla y de Jerez, al servicio de Castilla con Fernando III y Alfonso X el Sabio. Sus padres fueron Francisco Obertos de Valeto y Trujillo y de Juana Martínez de Trujillo. Nieto de Miguel Obertos de Valeto y Vargas y de Leonor Martínez de Morla.
Se entrevistó con el prior cartujo don Hernando de Torres, a quien ofreció todos sus bienes para que llevaran a cabo la erección de una Cartuja en el término de Jerez. Puso su hacienda por escritura otorgada en Sevilla ante el escribano Alonso Ruiz de Porras, en el día 3 de mayo del mismo año de 1463.
Con el permiso del cardenal don Pedro Mendoza, arzobispo de Sevilla, y del corregidor de Jerez don Rodrigo Ponce de León se colocó la primera piedra el 17 de diciembre de 1478.
Utiliza como escudo el del apellido Morla, ya que heredó el mayorazgo de su abuela doña Leonor Martínez de Morla. Originario de Jerez de la Frontera (Cádiz). En campo de gules, un pino al natural sobre ondas de agua de plata y azur, y dos leones de oro coronados, empinados al tronco. Bordura de plata con la leyenda "Virtute, nobilitate et armis".
El fundador está enterrado al pie del altar mayor de la iglesia, bajo una hermosa lápida de mármol, en torno a la efigie del caballero se lee: AQUI IACE EL NOBLE CAVALLERO ALVARO OBERTOS DE VALETO VEZINO QUE FUE DSTA CIBDAD DE XEREZ DE LA FRONTERA FUNDADOR I DOTADOR DESTE MONASTERIO DE CARTUXA FALLECIO AÑO DE MILCCCCLXXXII.
El Monasterio fue incorporado a la Orden del Capítulo General de Grenoble, celebrado el año 1484 y nombrado prior a don Alonso de Abrego, que lo era de Cazalla.

## Referencias

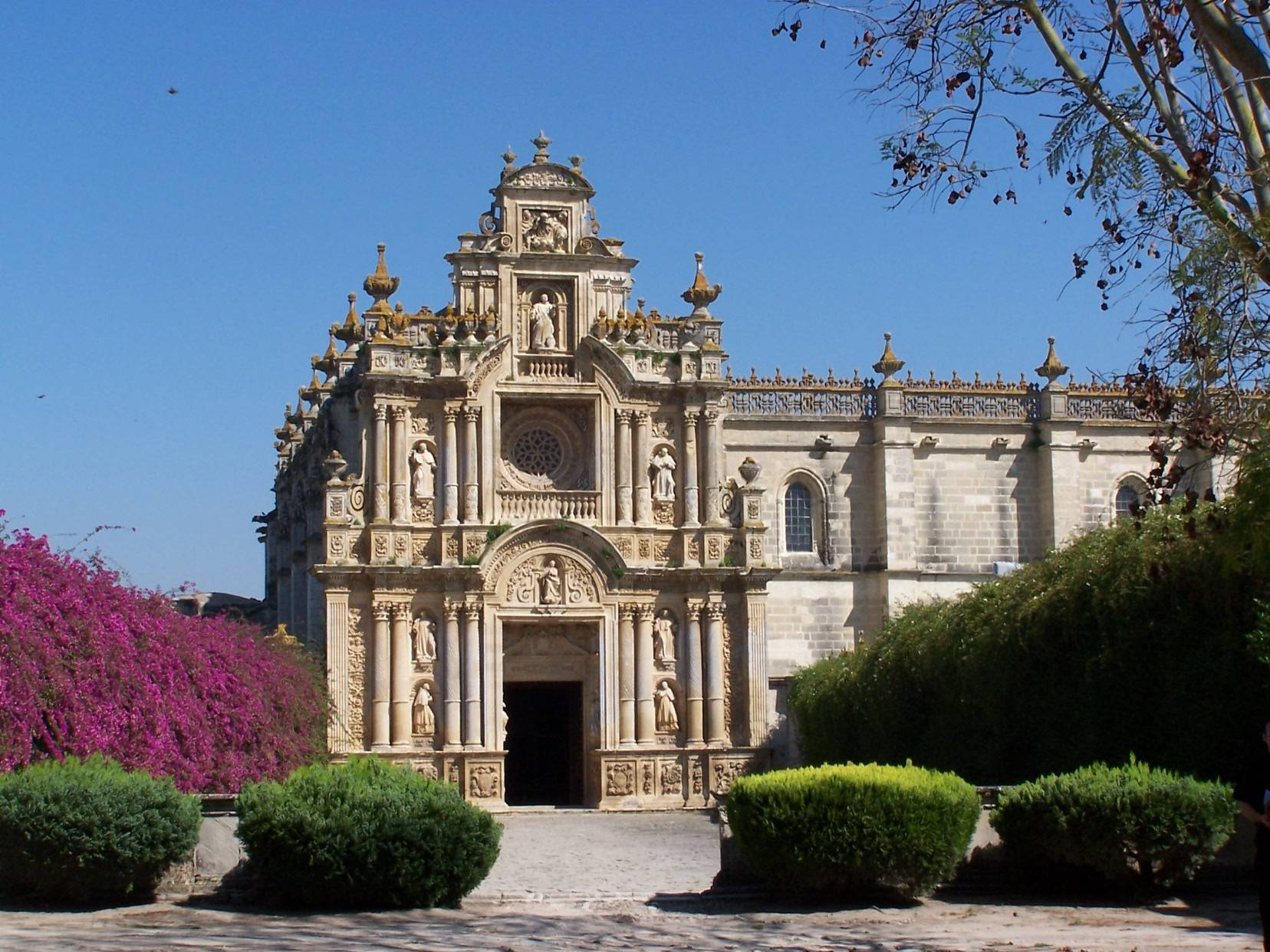
Fachada Cartuja de Jerez de la Frontera.